# ۱۴ مرداد
۱۴ مرداد صد و سی و هشتمین روز سال در گاه‌شماری خورشیدی است. به پایان سال ۲۲۷ روز (۲۲۸ روز در سال کبیسه) باقی‌است.

## رویدادها
- ۱۲۸۵ - صدور فرمان مشروطیت.
- ۱۳۱۸ - بنیانگذاری کارخانه هواپیماسازی شهباز و یک باشگاه هواپیمایی.
- ۱۳۲۳ - پایان نخستین کنگره حزب توده.
- ۱۳۲۴ - بمباران اتمی هیروشیما توسط آمریکا.[۱]
- ۱۳۳۴ - قهرمانی ایران در مسابقات جهانی ورشو.[۲]
- ۱۳۵۱ - حادثه تروریستی در خیابان شاه رضا (انقلاب کنونی).[۳]
- ۱۳۵۵ - سفر هنری کیسینجر وزیر امور خارجه آمریکا به تهران.[۴]
- ۱۳۶۰ - ترور سید حسن آیت نماینده مجلس شورای اسلامی و عضو شورای مرکزی حزب جمهوری اسلامی.[۵]
- ۱۳۶۶ - عملیات نصر ۷ در نزدیکی سلیمانیه.[۶]
- ۱۳۶۸ - تلاش برای ترور سلمان رشدی با حمله انتحاری توسط مصطفی مازح.[۷]
- ۱۳۹۶ - مراسم تحلیف دوازدهمین دوره ریاست‌جمهوری در ایران.[۸]
- ۱۳۹۸ - زمین‌لرزه ۱۳۹۸ گچساران.[۹]
- ۱۴۰۱ - سیل تابستان ۱۴۰۱ چهارمحال و بختیاری.[۱۰]

## زادروزها
- ۱۳۰۶ - ژاله علو، بازیگر و گوینده ایرانی
- ۱۳۱۰ - محمدرضا مهدوی کنی، سومین رئیس مجلس خبرگان رهبری
- ۱۳۲۰ - اسدالله ملک، نوازنده چیره‌دست ویولن
- ۱۳۴۴ - لعیا زنگنه، بازیگر
- ۱۳۵۹ - ترانه مکرم، ترانه‌سرا
- ۱۳۵۹ - امیر برادران، نویسنده
- ۱۳۶۲ - لیلا اوتادی، بازیگر

## درگذشت‌ها
- ۱۳۲۰ - سدیدالسلطنه کبابی، شاعر، نویسنده و مورخ
- ۱۳۳۸ - قمرالملوک وزیری، خواننده
- ۱۳۶۰ - حسن آیت، عضو شورای مرکزی حزب جمهوری اسلامی
- ۱۳۸۳ - حسین پناهی، شاعر، بازیگر
- ۱۳۸۷ - یعقوب مهرنهاد، روزنامه‌نگار، فعال مدنی و دبیر انجمن صدای عدالت جامعه مردم جوان
- ۱۳۹۵ - رجب محمدزاده، جانباز
- ۱۴۰۴ - پرویز کوزه‌کنانی، بازیکن فوتبال